# أعمال تجارية زراعية

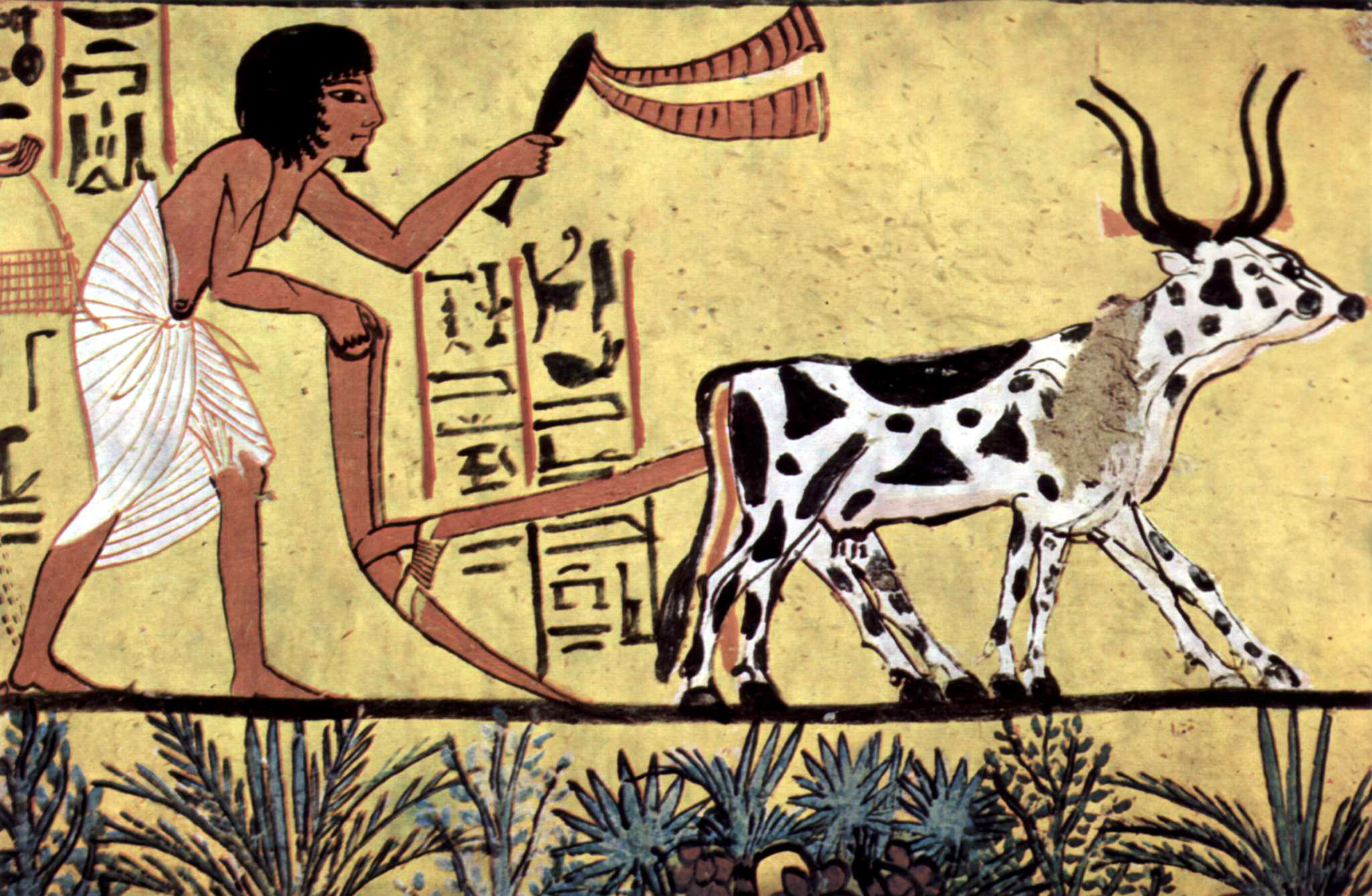

الزراعة التجارية أو الصناعة الزراعية أو أعمال تجارية زراعية ينطبق مصطلح الزراعة على الأعمال التجارية المشاركة في بعض أو كل أنظمة الإنتاج الزراعي التالية: إنتاج الـمحاصيل، ويشمل الزراعة والزراعة التعاقدية وإمدادات الـبذور والكيمياويات الزراعية والميكنة الزراعية وتجارة الجملة] والتوزيع وتصنيع الأغذية والـتسويق والبيع الـقطاعي.

## الدلالات
هذا المصطلح له معنيان متميزان اعتمادًا على السياق.
الوصف
وفي صناعة الزراعة، يستخدم مصطلح «الأعمال التجارية الزراعية» ببساطة كـلفظ منحوت للزراعة والأعمال التجارية، مشيرًا إلى مجموعة من الأنشطة والتخصصات التي يشملها الإنتاج الحديث للغذاء. وهناك شهادات جامعية في أقسام الأعمال التجارية الزراعية والجمعيات التجارية الزراعية والمنشورات التجارية الزراعية وهكذا في جميع أنحاء العالم. وفي هذا السياق يكون المصطلح مصطلحًا وصفيًا فقط ومرادفًا في أوسع معانيه لمصطلح صناعة الغذاء. فعلى سبيل المثال، تشغّل منظمة الأغذية والزراعة (FAO)التابعة للأمم المتحدة، قسمًا مخصصًا لتنمية الأعمال التجارية الزراعية وهو القسم الذي يسعى إلى تعزيز نمو صناعة الغذاء في الدول النامية.
وفي سياق إدارة الأعمال التجارية الزراعية في الأوساط الأكاديمية، يمكن وصف كل عنصر فردي من عناصر الإنتاج الزراعي والتوزيع بأنها الأعمال التجارية الزراعية، ومع ذلك، غالبًا ما يؤكد مصطلح «الأعمال التجارية الزراعية» على «الاعتماد المتبادل» بين هذه القطاعات المختلفة داخل سلسلة الإنتاج.
الزراعة المشتركة
وبين نقاد عملية إنتاج الغذاء الصناعية المتكاملة رأسيًا على نطاق واسع، يتم استخدام مصطلح الأعمال التجارية الزراعية بشكل سلبي، مرادفًا للزراعة المشتركة. وعلى هذا النحو، غالبًا ما يتناقض مع المزارع الأصغر المملوكة للعائلات.

## أمثلة
تشمل أمثلة الأعمال التجارية الزراعية منتجي البذور والكيمياويات الزراعية مثل داو أجروساينسيز ودو بونت ومونسانتو وسينجنتا؛ آيه بي أجري (AB Agri) (جزء من أسوشياتد بريتش فودز) التي تنتج الأعلاف الحيوانية والوقود الحيوي والمكونات الدقيقة وشركة آرشر دانييلز ميدلاند لنقل الحبوب وتصنيعها؛ وشركة جون دير، منتج الآلات الزراعية وأوشن سبراي، الجمعية التعاونية للمزارعين؛ ومزارع بورينا ومزارع السياحة الريفية.
وبينما يزيد القلق إزاء اشتداد ظاهرة الاحترار العالمي، يكسب الوقود الحيوي المشتق من المحاصيل مزيدًا من الاهتمام العام والعلمي. ويرجع هذا لعوامل مثل ارتفاع أسعار النفط والحاجة إلى أمن الطاقة بشكل متزايد والقلق بشأن انبعاثات الغازات الدفيئة من الوقود الأحفوري والدعم من الإعانات الحكومية. وفي أوروبا والولايات المتحدة، تم إصدار أمر رسمي عن طريق القانون بشأن زيادة البحوث وإنتاج الوقود الحيوي.

## الدراسات والتقارير
غالبًا ما تأتي دراسات الأعمال التجارية الزراعية من المجالات الأكاديمية مثل الاقتصاد الزراعي والدراسات الإدارية، التي تسمى أحيانًا إدارة الأعمال التجارية الزراعية. ولتشجيع المزيد من تنمية الاقتصادات الغذائية، تدعم العديد من الوكالات الحكومية البحوث ونشر الدراسات والتقارير الاقتصادية التي تبحث في الأعمال التجارية الزراعية وممارساتها. ويتم إجراء بعض من هذه الدراسات على الأغذية المنتجة للتصدير والمستمدة من وكالات تركز على صادراتها من المواد الغذائية. وتشمل هذه الوكالات الخدمات الزراعية الخارجية (FAS) التابعة لـوزارة الزراعة الأمريكية والزراعة والأغذية الزراعية في كندا (AAFC) والمكتب التجاري الأسترالي (Austrade) ونيوزيلاندا للتجارة والمشروعات (NZTE). كما ينشر اتحاد جمعيات التجارة الدولية دراسات وتقارير صادرة عن وكالتي (FAS) و (AAFC)، وكذلك المنظمات غير الحكومية الأخرى على موقعها على الإنترنت.